# Ludwig David Morenz
Ludwig David Morenz (* 4. April 1965 in Leipzig) ist ein deutscher Ägyptologe. Er hat seit 2009 einen Lehrstuhl an der Universität Bonn inne.
Ludwig Morenz, Sohn des Ägyptologen Siegfried Morenz, studierte von 1985 bis 1990 Orientalische Archäologie an der Universität Halle, mit der Spezialisierung Ägyptologie, Koptologie und Altorientalistik, daneben auch Klassische Archäologie. 1990 schrieb er seine Diplomarbeit mit dem Titel: Die Totendenksteine der Ersten Zwischenzeit aus Gebelein. Von 1990 bis 1993 studierte er mit dem Ziel einer Promotion an der Universität Leipzig Ägyptologie, Altorientalistik und Religionsgeschichte. Im Februar und März 1992 nahm er an einer Grabungskampagne in Tell Bubastis teil. 1994 wurde er promoviert mit der Arbeit Beiträge zur ägyptischen Schriftlichkeitskultur des  Mittleren Reiches und der Zweiten Zwischenzeit. Die Arbeit wurde 1996 veröffentlicht. 
2001 habilitierte er sich an der Fakultät für Kulturwissenschaften der Universität Tübingen. Die Habilitationsschrift lautet Geschichte(n) der Zeit der Regionen (Erste Zwischenzeit) im Spiegel der Gebelein-Region. 2002 erfolgte eine Umhabilitierung an die Fakultät für Geschichte, Kunst- und Orientwissenschaften der Universität Leipzig. Seit 2009 ist er Professor für Ägyptologie in Bonn. Damit ist er zugleich Direktor des Bonner Ägyptischen Museums. Seine Forschungsschwerpunkte sind Schriftgeschichte, Kultursemiotik, ägyptologische Bildanthropologie sowie Literatur des Mittleren Reiches.
Morenz ist an Grabungen in Moalla/Nag Abu Said, in Kollaboration mit M. Collier (University of Liverpool), und der Region von Heluan, in Kollaboration mit K. Dawood (SCA) und P. Kousoulis (University of the Aegean), beteiligt.

## Schriften
- Beiträge zur Schriftlichkeitskultur im Mittleren Reich und in der 2. Zwischenzeit (= Ägypten und Altes Testament. Bd. 29). Harrassowitz, Wiesbaden 1996, ISBN 3-447-03882-9 (Zugleich: Leipzig, Univ., Diss., 1994: Beiträge zur ägyptischen Schriftlichkeitskultur des Mittleren Reiches und der Zweiten Zwischenzeit.).
- Die Zeit der Regionen im Spiegel der Gebelein-Region. Kulturgeschichtliche Re-Konstruktionen (= Probleme der Ägyptologie. Bd. 27). Brill, Leiden u. a. 2010, ISBN 978-90-04-16766-7 (Zugleich: Tübingen, Univ., Habil.-Schr., 2001).
- zusammen mit Erich Bosshard-Nepustil: Herrscherpräsentation und Kulturkontakte. Ägypten – Levante – Mesopotamien. Acht Fallstudien (= Alter Orient und Altes Testament. Bd. 304). Ugarit-Verlag, Münster 2003, ISBN 3-934628-37-0 (fünf Beiträge Morenz, ein Beitrag Bosshard-Nepustil, zwei gemeinsam, vgl. Inhalt).
- Bild-Buchstaben und symbolische Zeichen. Die Herausbildung der Schrift in der hohen Kultur Altägyptens (= Orbis Biblicus et Orientalis. Bd. 205). Academic Press u. a., Freiburg u. a. 2004, ISBN 3-7278-1486-1.
- Die Genese der Alphabetschrift: Ein Markstein ägyptisch-kanaanäischer Kulturkontakte (Wahrnehmungen Und Spuren Altagyptens). Ergon (Nomos Verlagsgesellschaft), Würzburg 2011, ISBN 3-89913-839-2.
- Medienevolution und die Gewinnung neuer Denkräume. Das frühneolithische Zeichensystem (10./9. Jt. v. Chr.) und seine Folgen, EB Verlag, Berlin 2014.
- Hoffen und Handeln. Vom altägyptischen Heka (Hans-Bonnet-Studien zur Ägyptischen Religion Band 2). EB-Verlag Dr. Brandt, Berlin 2016, ISBN 978-3-86893-214-0.
- Ägypten und die Geburt der Alphabetschrift. (= Archäologie, Inschriften und Denkmäler Altägyptens. Band 3). Marie Leidorf, Rahden (Westfalen) 2016, ISBN 978-3-86757-533-1.
- Sinai und Alphabetschrift. Die frühesten alphabetischen Inschriften und ihr kanaanäisch-ägyptischer Entstehungshorizont im Zweiten Jahrtausend v. Chr., mit Beiträgen von David Sabel, EB-Verlag Dr. Brandt, Berlin 2019, ISBN 9783868932522.
- mit Abdelmonem Said und Mohamed Abdelhhay:  Binnenkolonisation am Beginn des ägyptischen Staates. Eine Fallstudie zur Domäne des Königs SKORPION im späten Vierten Jahrtausend v. Chr. (mit arabischer Übersetzung).  EB-Verlag Dr. Brandt, Berlin 2020.
- Göbeklis Götter. Die globalgeschichtlich erste Herausbildung von restringierter Semographie zur Präzisierung neuartiger sakraler Bildlichkeit im 10./9. Jahrtausend, EB Verlag, Berlin 2021.
- Kultur-Poetik in der Mittelbronzezeit : Aspekte der frühesten Alphabetschrift im kulturellen Schnittfeld Ägypter-Kanaanäer, mit einem Essay von Stefan J. Wimmer, EB Verlag, Berlin 2022.
- Gott – zum Ursprung von El im mittelbronzezeitlichen Serabit el Chadim und einer Bergarbeitermythologie in nuce, EB Verlag, Berlin 2023.